# Andy Todd (Fußballspieler, 1974)
Andrew John James Todd (* 21. September 1974 in Derby) ist ein ehemaliger englischer Fußballspieler. Als Innenverteidiger agierte er in den späten 1990er- und 2000er-Jahren in der Premier League für die Blackburn Rovers, die Bolton Wanderers, Charlton Athletic und Derby County. Sein Vater Colin hatte in den 1970er-Jahren 27 A-Länderspiele für England absolviert – ebenfalls im Abwehrzentrum.

## Sportlicher Werdegang

### Aktive Spielerkarriere

#### Die ersten Jahre (1992–2002)
Todd besuchte die Hermitage Comprehensive School in Chester-le-Street und spielte dort in der gleichen Schülermannschaft wie Michael Barron, der ihm letztlich auch in die Jugendabteilung des FC Middlesbrough folgte. Dort arbeitete auch sein Vater Colin im Trainerstab und nach dem Wechsel in die Profiabteilung im März 1992 absolvierte er in der Saison 1993/94 seine ersten vier Pflichtspiele, nachdem der Klub im Jahr zuvor aus der Premier League abgestiegen war. Es folgten sechs weitere Einsätze in der Meistersaison 1994/95, wobei er in der Schlussphase ab Ende Februar 1995 beim Ligakonkurrenten Swindon Town auf Leihbasis aushalf; er war dabei Teil einer Vereinbarung des Transfers von Jan Åge Fjørtoft in die entgegengesetzte Richtung. In Swindon konnte er erstmalig seine Vorzüge etwas regelmäßiger zur Schau stellen, die in einer guten Ballverteilung, Beidfüßigkeit und Kopfballstärke lagen. Dennoch war er es ihm mit 13 Einsätzen nicht vergönnt, Swindons Abstieg aus der Zweitklassigkeit zu verhindern und anschließend ließ ihn „Boro“ für 250.000 Pfund innerhalb der Premier League zu den Bolton Wanderers ziehen.
In Bolton musste er in der Spielzeit 1995/96 als Tabellenletzter den zweiten Abstieg innerhalb kurzer Zeit hinnehmen, konnte diesen aber (unter seinem zum Cheftrainer aufgerückten Vater) bereits im Folgejahr mit einer erneuten Zweitligameisterschaft wieder korrigieren – bei insgesamt 18 Pflichtspielbegegnungen in der Saison 1996/97. Es kam ein nächster Premier-League-Abstieg im Jahr 1998 und nach anderthalb Jahren in der zweiten Liga wurde Todd im November 1999 nach einem Zwischenfall im Training suspendiert. Zuvor hatte sein Vater den Klub nach vereinsinternen Streitigkeiten verlassen und Todd verletzte bei einem Disput den Interimstrainer Phil Brown schwer am Kiefer- und Wangenknochen. Schnell fand sich mit Charlton Athletic ein neuer Verein in der zweithöchsten englischen Spielklasse.
In den verbleibenden Partien der Saison 1999/2000 war Todd am Aufstieg in die Premier League beteiligt und er etablierte sich in der anschließenden Premier-League-Spielzeit mit 23 Einsätzen. Jedoch ging auch seine Zeit in Charlton unrühmlich zu Ende, als er im Oktober 2001 nach einem weiteren Disput auf dem Trainingsplatz mit dem eigenen Torhüter Dean Kiely, der ein blaues Auge davontrug, auf die Transferliste gesetzt wurde. Nach einer kurzzeitigen Begnadigung lieh ihn der Klub im Februar 2002 an den Zweitliga-Abstiegskandidaten Grimsby Town aus, bei dem seine drei Tore in zwölf Begegnungen einen wichtigen Beitrag zum Klassenerhalt darstellten.

#### Blackburn Rovers (2002–2007)
Nächste Station waren ab Mai 2002 in der Premier League die Blackburn Rovers. Dort war er zunächst primär Ergänzungsspieler, bevor er im Januar 2003 regelmäßiger Spielpraxis bekam. Noch im selben Monat wurde er in der Partie gegen Birmingham City nach einem Revanchefoul gegen Christophe Dugarry vom Platz gestellt und dafür medial (insbesondere von Birminghams Trainer Steve Bruce) kritisiert. Zur Saison 2003/04 wurde Todd zunächst auf die Transferliste gesetzt und absolvierte dann ab Oktober 2003 einen Monat auf Leihbasis beim Zweitligisten FC Burnley. Dort zeigte er wieder derart gute Leistungen, dass man ihn nach der Rückkehr nach Blackburn, das sich mittlerweile im Abstiegskampf befand, in die Startelf beorderte. Gemeinsam konnte das Klassenziel noch erreicht werden und für seine Verdienste wurde Todd von den eigenen Anhängern zum besten Spieler der abgelaufenen Saison gewählt. Zur folgenden Spielzeit 2004/05 ernannte ihn der neue Trainer Mark Hughes zum neuen Kapitän der Rovers (als Nachfolger von Barry Ferguson). Neben sportlich erneut soliden Darbietungen war er erneut im Zentrum einer Kontroverse, als er im April 2005 im Halbfinale des FA Cups nach einem Ellenbogeneinsatz den gegnerischen Robin van Persie verletzte, der eine blutige und geschwollene Lippe davontrug. Es kam zu einem Verfahren durch den englischen Fußballverband, der Todd von einem schuldhaften Vergehen freisprach.
Mit Todd qualifizierte sich Blackburn im Jahr 2006 für den UEFA-Pokal, aber zu diesem Zeitpunkt hatte er seinen Stammplatz verloren, so dass ihm Hughes die Freigabe für einen Wechsel erteilte. Zu den Interessenten zählten Derby County, der AFC Sunderland, Birmingham City, Wigan Athletic und der FC Portsmouth.

#### Karriereausklang (2007–2013)
Todd schloss sich letztlich dem Erstligaaufsteiger Derby County an. Nach einem anfänglichen Stammplatz im Abwehrzentrum ließ seine Form nach und nach zwei Fehlern während der 1:4-Pleite im FA Cup gegen Preston North End verlor er seinen Platz in der Startelf unter Trainer Paul Jewell, der dann Mitte 2008 verkündete, dass Todd im Rahmen des Neuaufbaus nach dem Abstieg keine Rolle mehr spielen solle. Seine ersten Einsätze in der Saison 2008/09 absolvierte er dann auch erst im November 2008, nachdem er sich auf Leihbasis dem Drittligisten Northampton Town angeschlossen hatte. Wieder konnte er sich mit guten Leistungen beim Leihklub empfehlen, so dass er nach seiner Rückkehr zum Jahreswechsel auf Anhieb das Halbfinal-Hinspiel im Ligapokal gegen Manchester United bestritt. Die Partie endete ohne Gegentor mit einem 1:0-Sieg, aber die 2:4-Niederlage im Rückspiel bedeutete das Aus im Wettbewerb. Zum Ende der laufenden Spielzeit stabilisierten sich seine Leistungen wieder, aber Gerüchte über einen neuen Vertrag unter Nigel Clough bewahrheiteten sich nicht. Vielmehr wurde Todd mit einem Wechsel nach Australien zum Sydney FC oder Perth Glory in Verbindung gebracht.
Im April 2009 unterzeichnete Todd bei Perth Glory einen Vertrag. Die Eingewöhnung in die neue Umgebung gelang ihm auf Anhieb gut und nach seiner Debütsaison 2009/10 in der A-League wurde er zum vereinsintern besten Spieler ausgezeichnet. Das Engagementende wurde im Januar 2011 besiegelt, zwei Monate vor Vertragsende. Todd kehrte nach England zurück und lief für den Rest der Saison beim Drittligisten Oldham Athletic auf. Zu einer dauerhaften Zusammenarbeit darüber hinaus kam es jedoch nicht. Stattdessen heuerte er im Oktober 2011 beim Viertligisten Hereford United an, nachdem er sich im jeweiligen Probetraining bei Port Vale und Burton Albion hatte empfehlen wollen. In Hereford bestritt Todd nur vier Ligapartien. Erst im März 2013 folgte beim australischen Zweitligisten Armadale SC ein weiteres Engagement.

### Traineraktivitäten
Nach dem Ende seiner aktiven Spielerlaufbahn wechselte Todd ins Trainerfach und war zunächst in Nordirland als Assistent von Warren Feeney beim Linfield FC tätig. Diesen Posten hatte er ab Mai 2014 inne, bevor er Feeney im Januar 2016 in die vierte englische Liga zum AFC Newport County begleitete. Nach gutem Start dort und 21 Punkten aus den ersten zwölf Spielen, ging die sportliche Formkurve nach unten, wobei der Abstieg auf dem 22. Rang noch abgewendet werden konnte. Als sich der Klub zu Beginn der anschließenden Saison 2016/07 nach nur sechs Punkten aus neun Spielen am Tabellenende wiederfand, wurden Feeney und Todd im September 2016 entlassen. In der Folgezeit arbeitete Todd unter Cheftrainer Gary Bowyer für den FC Blackpool (zwischen Oktober 2016 und August 2018) und Bradford City (zwischen März und Mai 2019).